# Tonneau (automobile)

Un esempio di carrozzeria tonneau in una vettura del 1903.

Per tonneau si intende un particolare tipo di carrozzeria utilizzato a cavallo tra la fine dell'Ottocento e l'inizio del Novecento.

## Significato

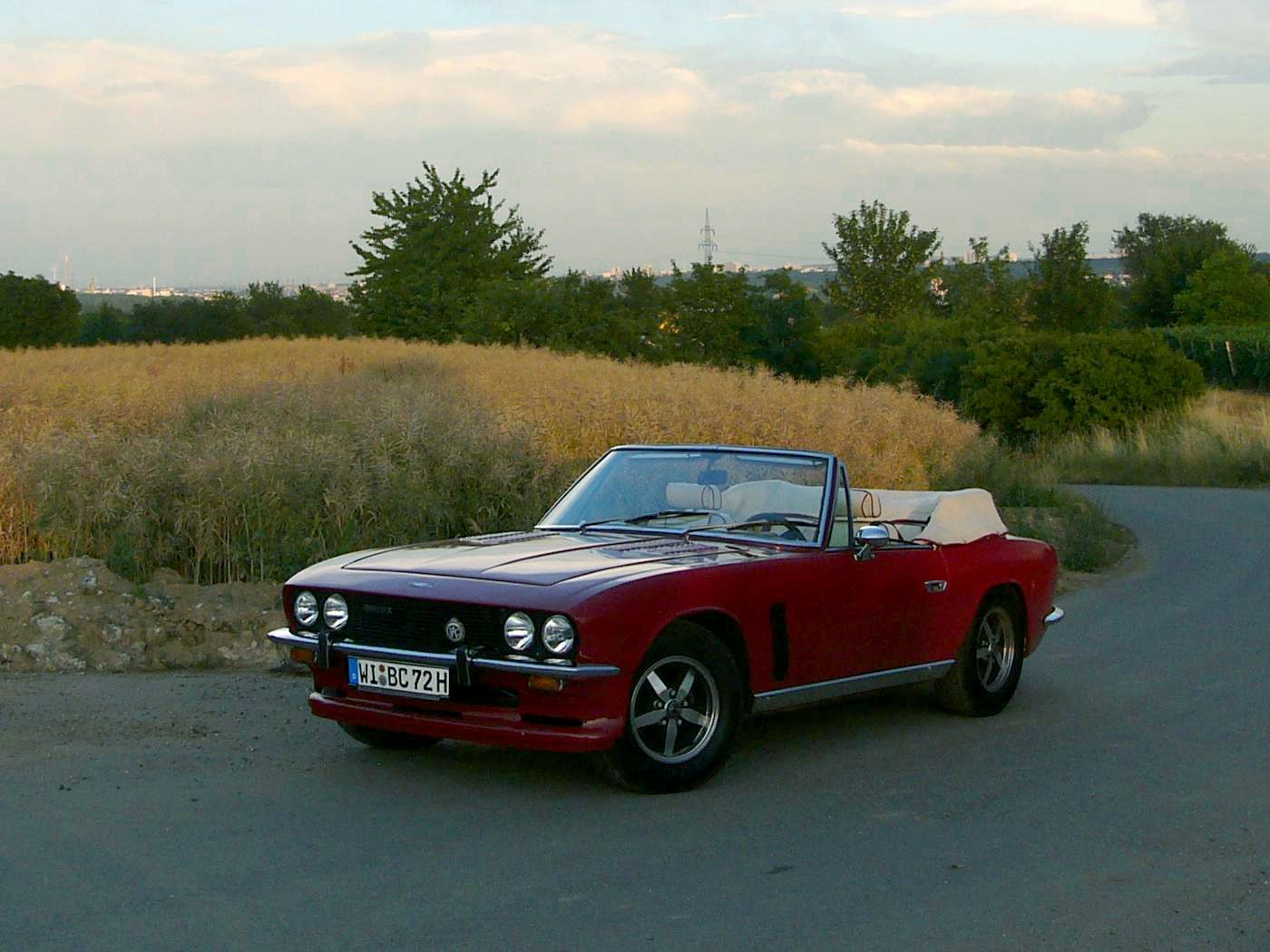
In beige si può notare un esempio di tonneau contenente la capote ripiegata.

Si trattava di un tipo di carrozzeria aperta, come quasi tutte quelle utilizzate in quel periodo, la quale era dotata di due file di posti: l'accesso alla fila anteriore avveniva in modo classico, tramite le due portiere laterali anteriori, mentre l'accesso alla fila di sedili posteriore avveniva tramite una portiera montata posteriormente, in coda. Questa scelta non era dettata da un vezzo stilistico, ma da una scelta obbligata da motivazioni tecniche. Le primissime autovetture erano quasi tutte a passo corto e tutte quante a trazione posteriore, il che si traduceva con il fatto che nelle auto a due file di sedili, posteriormente non era possibile montare due porte laterali a causa dell'allora enorme ingombro degli organi di trasmissione sottostanti. Si scelse quindi di montare una sola portiera posteriore.

In seguito, il termine francese "tonneau" andò a comprendere anche le vetture a sole due porte e ad una fila di sedili. 

Nel corso del novecento, questo tipo di carrozzeria scomparve ed il termine cadde in disuso relativamente al mondo automobilistico, tuttavia in epoca contemporanea per "tonneau" s'intende il vano o l'alloggiamento stesso (con relativo rivestimento richiudibile mediante bottoni metallici o cerniere) della capote in tela delle vetture decappottabili.